# Beskidy Brzeżne
Beskidy Brzeżne (522.14) – pasmo górskie na zachodniej Ukrainie, w Karpatach Wschodnich, na skraju obniżenia Wschodniego Podkarpacia, na północ od grup Bieszczadów Wschodnich (Beskidów Skolskich) i Gorganów. Położone są między dolinami górnego Dniestru (w okolicach Sambora) na zachodzie i Bystrzycy Nadwórniańskiej na wschodzie. Stanowią naturalne przedłużenie ku wschodowi Gór Sanocko-Turczańskich.
Beskidy Brzeżne to pokryte lasami iglastymi równoległe pasma, rozdzielone obniżeniami, rozcięte poprzecznie dolinami rzek Stryj, Świca, Łomnica i Bystrzyca Sołotwińska.
Wysokość pasma nie dochodzi do 1000 m n.p.m. Najwyższym szczytem jest Turawa (940 m n.p.m.).
W Beskidzie Brzeżnym znajduje się uzdrowisko balneologiczne Schodnica.